# Chiesa di Sant'Antonio Abate (Montalcino)
La chiesa di Sant'Antonio Abate è un luogo di culto cattolico che si trova a Montalcino.

## Descrizione
Ricordata già nel 1448, si distingue per la sua facciata settecentesca. Anche l'interno è stato rifatto nel Settecento (i due altari laterali datati 1712, l'altare maggiore e il soffitto a lacunari). Nel coro si trova il dipinto di Pietro Sorri raffigurante la Morte di sant'Antonio abate (1602). Nella parete destra si trova il dipinto raffigurante Cristo crocifisso con la Madonna e i santi Giovanni Evangelista, Antonio abate e un santo vescovo (seconda metà del XVI secolo), prossimo ai modi del Riccio. Lungo le pareti della navata e nella controfacciata sono collocate cornici a stucco che racchiudono al loro interno dipinti ad olio su tela di scuola senese della prima metà del XVIII secolo con le Stazioni della Via Crucis.